# Al-Kattani

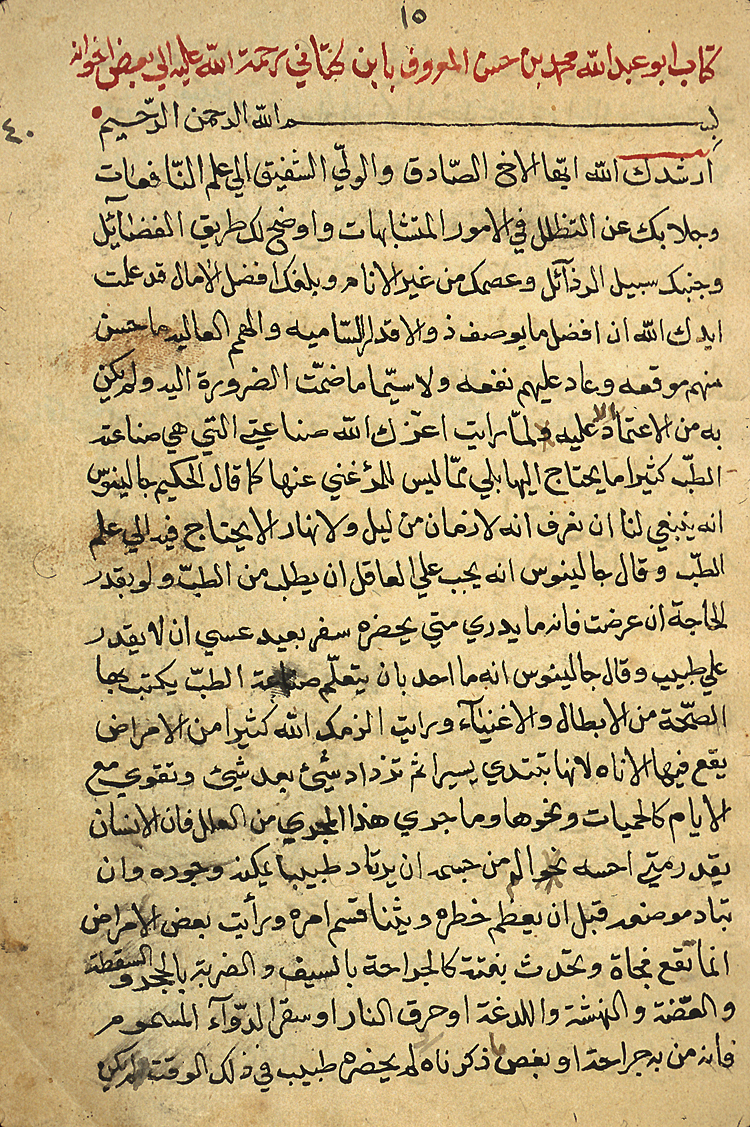
Tratamiento de las enfermedades peligrosas con síntomas epidérmicos, de Al-Kattani.

Muhammad ibn al-Hasan al-Madhayti al-Kattani (ابو عبد الله محمد ابن حسن المعروف بابن الكتانى) (Córdoba, c. 950-Zaragoza, 1029) fue un médico, literato y músico andalusí.

## Vida
Al-Kattani, cordobés de cuna, fue médico personal de Almanzor, pero tras estallar la guerra civil a la crisis del califato de Córdoba, se trasladó a la taifa de Zaragoza adonde contribuyó con los avances en medicina desarrollados por Abulcasis de Córdoba. 

## Obra
Escribió un tratado conservado sobre el tratamiento de las enfermedades peligrosas con síntomas epidérmicos, el Mu‘alayat al-amrāḍ al-Jaṭirah al-bādiyah ‘alá al-badan min Jāriy (معالجة الامراض الخطرة البادية على البدن من خارج).
Dominó, asimismo, la gramática, la lógica y la filosofía, aprendidas del zaragozano Ibn Fathun. Se le tuvo por un reputado conocedor de la inferencia y la deducción, aspectos de la lógica sobre los que escribió varias obras.
Como literato escribió la antología poética Kitab al-Tasbihat min as'ar ahl al Andalus (Libro de los símiles en los poemas de los andalusíes) y fue maestro de Ibn Hazm, el reputado autor de El collar de la paloma. El Kitab al-Tasbihat compila poesías de casi un centenar de líricos hispanoárabes, entre los que se cuenta Al-Ramadi.
Su obra Muhammad y Suda, de trazos autobiográficos, muestra a una muchacha, Suda, que probablemente fuera una de aquellas que, reclutadas de entre las cristianas de Zaragoza, eran traídas como esclavas de lujo a Córdoba tras ser instruidas en letras, música, ciencias y cortesanía. Todo indica que Al-Kattani regentaba un negocio de este tipo y de ahí que tuviera contactos previos con la marca superior zaragozana, donde al parecer continuó dirigiendo esta institución educativa poético musical (y lucrativo negocio) de jóvenes mozárabes.
Su escuela-conservatorio de jóvenes esclavas cantoras fue una de las más prestigiosas de Al-Ándalus, y seguía en este tipo de institución académica la creada en Córdoba por el célebre músico Ziryab en el siglo IX.